# Fratta Polesine
Fratta Polesine é uma comuna italiana da região do Vêneto, província de Rovigo, com cerca de 2.752 habitantes. Estende-se por uma área de 20 km², tendo uma densidade populacional de 138 hab/km². Faz fronteira com Costa di Rovigo, Lendinara, Pincara, San Bellino, Villamarzana, Villanova del Ghebbo.

## Demografia
| Variação demográfica do município entre 1861 e 2011                               |
|                                                                                   |
| Fonte: Istituto Nazionale di Statistica (ISTAT) - Elaboração gráfica da Wikipedia |